# Ratibor I av Pommern
Ratibor I av huset Grip, död 1156, var en vendisk kung och regerande furste av Vendland, sedermera Pommern, mellan 1135 och 1156. Han var gift med Pribislawa och var förfader till Ratibor-ledet i huset Grip.
År 1135 plundrade han Roskilde i Danmark och Kungahälla, sedermera Kungälv, i svenska Bohuslän. Han var aktiv under det vendiska korståget 1146.